# Rignovelle
Rignovelle ist eine Gemeinde im französischen Département Haute-Saône in der Region Bourgogne-Franche-Comté.

## Geographie
Rignovelle liegt auf einer Höhe von 319 m über dem Meeresspiegel, neun Kilometer nördlich von Lure und etwa 29 Kilometer nordöstlich der Stadt Vesoul (Luftlinie). Das Dorf erstreckt sich im nordöstlichen Teil des Departements, in einer Mulde auf der Westabdachung des Plateau des Mille Étangs, am Rand der Ebene von Luxeuil.
Die Fläche des 4,37 km² großen Gemeindegebiets umfasst einen Abschnitt des südwestlichen Vogesenvorlandes. Der westliche Teil des Gebietes wird von der Alluvialebene von Luxeuil eingenommen, die durchschnittlich auf 310 m liegt. Sie wird durch den Lambier und seine Quellbäche nach Westen zur Lanterne entwässert. Landwirtschaftliche Nutzung herrscht hier vor. Es gibt auch zahlreiche Teiche, von denen die meisten aufgestaut wurden (teilweise von Mönchen bereits im 11. Jahrhundert) und zur Fischzucht dienen. Zu den größten zählen Étang des Brosses und La Noie Sebille.
Nach Osten steigt das Gelände allmählich an zum Plateau des Mille Étangs und zeigt eine stärkere Reliefierung mit Mulden und Kuppen (Les Hautois und Tête des Hêts, 359 m). Größere Waldgebiete finden sich im Bereich der Gemeindegrenzen, im Süden der Bois des Combes und im Osten der Bois de la Branle. Mit 362 m wird in dieser Waldung die höchste Erhebung von Rignovelle erreicht. Mit einem schmalen Zipfel erstreckt sich das Gemeindeareal ostwärts bis zur Talaue der Lanterne. In geologisch-tektonischer Hinsicht besteht das Gelände aus Buntsandstein der unteren Trias. An verschiedenen Orten finden sich Ablagerungen aus dem Pleistozän.
Nachbargemeinden von Rignovelle sind Magnivray und Belmont im Norden, Lantenot im Osten, Linexert und Franchevelle im Süden sowie Citers im Westen.

## Geschichte
Der Fund von römischen Münzen weist auf eine sehr frühe Besiedlung des Gebietes hin. Im Mittelalter gehörte Rignovelle zur Freigrafschaft Burgund und darin zum Gebiet des Bailliage d’Amont. Die lokale Herrschaft hatten die Herren von Faucogney inne. Zusammen mit der Franche-Comté gelangte das Dorf mit dem Frieden von Nimwegen 1678 definitiv an Frankreich. Heute ist Rignovelle Mitglied des Gemeindeverbandes Triangle Vert.

## Bevölkerung
| Jahr                       | 1962 | 1968 | 1975 | 1982 | 1990 | 1999 | 2006 |
| Einwohner                  | 118  | 103  | 89   | 87   | 96   | 96   | 95   |
| Quellen: Cassini und INSEE |      |      |      |      |      |      |      |

Mit 121 Einwohnern (1. Januar 2022) gehört Rignovelle zu den kleinsten Gemeinden des Départements Haute-Saône. Nachdem die Einwohnerzahl in der ersten Hälfte des 20. Jahrhunderts deutlich abgenommen hatte (1881 wurden noch 253 Personen gezählt), wurden seit Beginn der 1970er Jahre nur noch geringe Schwankungen verzeichnet.

## Wirtschaft und Infrastruktur
Rignovelle war bis weit ins 20. Jahrhundert hinein ein vorwiegend durch die Landwirtschaft (Ackerbau, Obstbau und Viehzucht) und die Fischzucht geprägtes Dorf. Daneben gibt es heute einen Molkereibetrieb. In den letzten Jahrzehnten hat sich das Dorf zu einer Wohngemeinde gewandelt. Viele Erwerbstätige sind deshalb Wegpendler, die in den größeren Ortschaften der Umgebung ihrer Arbeit nachgehen.
Die Ortschaft liegt abseits der größeren Durchgangsachsen an einer Departementsstraße, die von Luxeuil-les-Bains nach Mélisey führt. Weitere Straßenverbindungen bestehen mit Franchevelle, Magnivray und Belmont.